# San José del Cabitu
San José del Cabitu (auch: San José del Kavitu oder San José del Cavitu) ist eine Ortschaft im Departamento Beni im Tiefland des südamerikanischen Anden-Staates Bolivien. 

## Lage im Nahraum
San José del Cabitu ist die drittgrößte Ortschaft im Municipio Santa Ana del Yacuma in der Provinz Yacuma. Die Ortschaft liegt auf einer Höhe von 178 m am Nordrand des TIPNIS-Schutzgebietes am östlichen Ufer des Río Apere, einem linken Nebenfluss des Río Mamoré. 

## Geographie
San José del Cabitu liegt in der Moxos-Ebene, mit über 100.000 km² eines der größten Feuchtgebiete der Erde. Vorherrschende Vegetationsform in der Region San Ignacio ist die tropische Savanne.
Die Jahresdurchschnittstemperatur für die Region beträgt 26 °C (siehe Klimadiagramm Trinidad), wobei sich die monatlichen Durchschnittstemperaturen zwischen Juni/Juli mit gut 23 °C und Oktober/Dezember von knapp 28 °C nur wenig unterscheiden. Der Jahresniederschlag beträgt fast 2000 mm und liegt somit mehr als doppelt so hoch wie die Niederschläge in Mitteleuropa. Höchstwerten von etwa 300 mm in den Monaten Dezember bis Februar stehen Niedrigwerte von etwa 50 mm im Juli/August gegenüber.

## Verkehrsnetz
San José del Cavitu liegt in einer Entfernung von 149 Straßenkilometern südwestlich von Trinidad, der Hauptstadt des Departamentos.
Von Trinidad aus führt die Nationalstraße Ruta 3 in südwestlicher Richtung nach San Ignacio de Moxos und weiter über Yucumo und Sapecho zur Metropole La Paz im Anden-Hochland. Sieben Kilometer südwestlich von San Ignacio zweigt die projektierte Ruta 24 nach Südwesten von der Ruta 3 ab, von hier sind es noch einmal fünfzig Kilometer bis nach San José del Cabitu am Río Apere.

## Bevölkerung
Die Einwohnerzahl der Ortschaft ist in den vergangenen beiden Jahrzehnten leicht angestiegen:
| Jahr | Einwohner | Quelle       |
| ---- | --------- | ------------ |
| 1992 | 360       | Volkszählung |
| 2001 | 467       | Volkszählung |
| 2012 | 432       | Volkszählung |
| 2024 |           | Volkszählung |